# Мусланов, Григорий Фёдорович
Григорий Фёдорович Мусланов (1914-1998) — полковник Советской Армии, участник Великой Отечественной войны, Герой Советского Союза (1945).

## Биография

Могила Мусланова на Троекуровском кладбище Москвы.

Григорий Мусланов родился 25 января 1914 года в селе Матышево (ныне — Руднянский район Волгоградской области). После окончания педагогического техникума работал завотделом Камышинского райкома ВЛКСМ. В 1935 году Мусланов был призван на службу в Рабоче-крестьянскую Красную Армию. В 1938 году окончил Казанское пехотное училище, в 1941 году — два курса Военно-политической академии. С начала Великой Отечественной войны — на её фронтах, с 1941 в должности комиссара полка 113-й стрелковой дивизии. В октябре 1941 под Боровском заменил погибшего в бою командира полка и вывел бойцов из окружения. Участвовал в битве за Москву, боях под Вязьмой в начале 1942 года, дважды попадал в окружение, вел партизанские бои.
С марта 1942 года подполковник Григорий Мусланов командовал 618-м стрелковым полком 215-й стрелковой дивизии 5-й армии 3-го Белорусского фронта. Отличился во время освобождения Литовской ССР. В июле 1944 года полк успешно переправился через реку Вилия и принял активное участие в освобождении Вильнюса. Развив наступление, полк в числе первых переправился через Неман и вошёл в Каунас. За боевые заслуги полку было присвоено почётное наименование «Ковенский».
Указом Президиума Верховного Совета СССР от 24 марта 1945 года за «образцовое выполнение боевых заданий командования на фронте борьбы с немецкими захватчиками и проявленные при этом мужество и героизм» подполковник Григорий Мусланов был удостоен высокого звания Героя Советского Союза с вручением ордена Ленина и медали «Золотая звезда» за номером 6149.
В боях два раза был ранен и контужен. Участвовал в советско-японской войне, сражался на 1-м Дальневосточном фронте. Продолжал службу в Советской Армии. Окончил Военную академию имени Фрунзе (1950) и Военную академию Генерального штаба (1957). В 1961—1963 годах руководил Московским суворовским военным училищем. В 1970 году в звании полковника Мусланов был уволен в запас. Проживал в Москве, работал в Министерстве станкостроения СССР. Скончался 6 апреля 1998 года, похоронен на Троекуровском кладбище Москвы.
Был также награждён орденом Ленина, пятью орденами Красного Знамени, орденом Суворова 3-й степени, двумя орденами Отечественной войны 1-й степени, двумя орденами Красной Звезды, рядом медалей.